# Inženirska brigada 4. armade (NOVJ)
Inženirska brigada 4. armade (srbohrvaško Inžinjerijska brigada 4. armije) je bila brigada v sestavi Narodnoosvobodilne vojske in partizanskih odredov Jugoslavije in ki je delovala med drugo svetovno vojno na področju Kraljevine Jugoslavije.

## Organizacija
- štab
- 3x bataljon